# 鉄神ガンライザー零
鉄神ガンライザー零（てつじんガンライザーゼロ）は、 テレビ岩手『らどんぱ!』内にて2017年10月15日から2018年1月14日まで毎週日曜7:00 - 7:28に全12話が放送された特撮番組及び、岩手県内で展開されているローカルヒーロー。『鉄神ガンライザーNEO』のスタッフにより制作された。

## 概要
「鉄神ガンライザーシリーズ」の第7作。シリーズ初の女性主人公として岩手出身の女優・志田友美が主演した。
及川拓郎監督が携わった中では3作品目。NEOシリーズとはうってかわり、コメディ色の強い作品となっている。
主題歌は森口博子が担当し、こちらもシリーズ初の女性歌手の起用となった。
また、制作に当たって大規模なオーディションを開催し主人公の志田を除く今作が初登場の人物の演者は皆オーディションで選ばれている。（オーディションの模様はDVDの特典映像で見る事ができる。）

## ストーリー
大学生の石神桜花は岩手の平和を救った日高見兄弟に憧れる岩鷲大学の2年生。ある日、宮沢露伴教授の研究室で古文書を手にしたことからガンライザー零を召喚してしまう。正義のヒーローが自分のしもべとなったことを喜ぶ桜花だったが、零は期待に反して日常生活で失敗続き。しかし、新たなもののけ・ンダナスが出現すると桜花の命令で零は敢然と立ち向かい、見事に撃破！
桜花と零の大冒険が始まる……！！

## 登場人物
石神桜花（いしがみ おうか）
演 - 志田友美
日高見(ひたかみ)兄弟に憧れる岩鷲(がんじゅ)大学の2年生。喫茶店でアルバイトをする20歳。明るい性格である。専攻は民俗学で露伴の教え子。古文書に触れたことでガンライザー零を召喚してしまう。後半、人工型豪鉄お守りでガンライザー零に変身（一体化）するが変身できたのは首から下の部分のみであり、力を十分に引き出す事もできなかった。
鉄神ガンライザー零（てつじんガンライザーゼロ）
演 - 栗原寛孝
桜花によって召喚されたガンライザー。桜花につきまとい、迷惑ばかりかける。しかし、圧倒的な戦闘力で敵をねじ伏せる。
宮沢露伴（みやざわ ろはん）
演 - 松尾英太郎
民俗学を研究する岩鷲大学の教授。38歳。洞窟で謎の文字で書かれた古文書を発見する。かなりの変人。人工型豪鉄お守りで変身を試みるも「脚」「頭」「腕」それぞれ一部だけに留まる（但し変身できた部位は本物と同じ力を持つのである程度は戦える。脚が変身した時は蹴りでモッコを倒しており、腕が変身した時は武器の召喚も可能であった。）。以前はグズメ鬼(き)マヨイガーに変身できたが、今は心が穢れていないのでできなくなった。
柳田明鏡（やなぎだ めいきょう）
演 - 山中雄輔
露伴と同期で電子科学を研究するエンジニア。ガンライザーに変身できる人工型お守りを開発する。変わり者の露伴と上手に距離を保っている。
桐島いづな（きりしま いづな） / イヅーナ
演 - 小山夏実
露伴教授のゼミに所属する岩鷲大学の大学院生。正体はキツネのもののけ。口癖は「いづいなぁ～」。
泉龍洞（いずみ りゅうどう）
演 - 橋場彗史
岩鷲大学の2年生。20歳。桜花の幼馴染で同じ喫茶店でアルバイトしている。桜花にほのかな好意を寄せている。父が行方不明だが、どこかで生きていると信じている。終盤、ガンライザー零に変身して戦う。（桜花よりも変身適性が高かったらしく完全な姿に変身する事が出来た。）
花泉舞（はないずみ まい）
演 - 木村妃炉里
岩鷲大学の3年生。21歳。オカルト研究会の部長であだ名は不思議ちゃん。「岩手の裏側」に興味を示す。
水沢カナエ（みずさわ カナエ）
演 - 小嶋咲菜
岩鷲大学の2年生で桜花の友人。桜花と一緒にいることが多く、ガンライザー零が起こすトラブルに巻き込まれる。
九戸次郎（くのへ じろう）
演 - 藤原公太
桜花や龍洞がアルバイトをする喫茶店のマスター。
姫神結（ひめかみ ゆい）
演 - 加村真美
姫神家の末裔で悪鬼を呪文で封印することができる。鬼羅宗嗣と結婚する。『NEO２』で登場したナナと時雨の母。
シリーズの全作に出演しているヒロインで初登場時は岩鷲大学の1年生であったが、今は25歳となり、農家の手伝いをしている。
鬼羅宗嗣（きら むねつぐ）
演 - 唐橋充
かつて岩手の支配を企んでいた羅刹王ヒデージャの人間界での姿。ガンライザーNEOに倒され改心する。農業を営み、生計を立てている。今作で結と結婚したことが明かされた。『NEO２』で登場したナナと時雨の父。
泉玄洞（いずみ げんどう）
演 - 浅沼晋太郎
泉龍洞の父。歴史作家で10年前から行方不明になっていた。「岩手の裏側」の秘密を知る。鬼の王・ゴシャーグに取り憑かれ、圧倒的な力で桜花たちの前に立ちはだかる。
パッカー大佐（パッカーたいさ）
カッパのもののけ。
オダーズ1号・2号
キュウリのもののけ。
ンダナス
岩鷲大学に現れた新たなもののけ。学生たちをどこかへ連れ去ろうとする。「んだなす」は岩手の方言で「そうですね」の意。
ゴシャーグ
泉玄洞に取り憑いた鬼の王。岩手の表側を支配しようとする。「腹を立てる」を意味する方言「ごしゃぐ」に由来。

## 各話
| 話数   | 放送日         | サブタイトル                       |
| ------ | -------------- | ---------------------------------- |
| 第 1話 | 2017年10月15日 | 解かれし零の封印                   |
| 第 2話 | 2017年10月22日 | 零、咆哮！                         |
| 第 3話 | 2017年10月29日 | 石神桜花と、自由なアイツ           |
| 第 4話 | 2017年11月 5日 | 動き出す、裏の勢力                 |
| 第 5話 | 2017年11月12日 | 零、人知を超えた力                 |
| 第 6話 | 2017年11月19日 | ようこそ、岩手の裏側へ             |
| 第 7話 | 2017年12月 3日 | 激走！物の怪の軍団                 |
| 第 8話 | 2017年12月10日 | 結婚トーク～結と露伴とイヅーナと～ |
| 第 9話 | 2017年12月17日 | 桜花≒零                            |
| 第10話 | 2017年12月24日 | 農家、鬼羅宗嗣                     |
| 第11話 | 2018年1月7日   | 最終決戦！玄洞に宿る力             |
| 第12話 | 2018年1月14日  | 零に導かれし者たち                 |

| 11月26日 | ガンライザー零おさらいSP | 14:30 | 1話から6話をダイジェスト                         |
| 12月24日 | ガンライザーHappy劇場３  | 15:55 | ドラマ仕立てでお得な情報を紹介するスピンオフ番組 |

- 第6回ガンライザー総選挙と姫神結の結婚相手の予想投票が同時開催された。
- 11月5日の放送から番組のエンディングテーマが、石神桜花役の志田友美が所属する夢みるアドレセンスの「20xx」になった。